# 1939年澳洲黑色星期五大火
1939年澳洲黑色星期五大火（Black Friday bushfires），是1939年1月13日到15日在澳洲維多利亞州發生的山火災難。

## 破壞
差不多20,000 km²的林木被大火燒毀，大火導致71人死亡，5個城镇被摧毀。超過1,300和69家鋸木廠被燒毀，3700建築物被摧毀。

## 場地

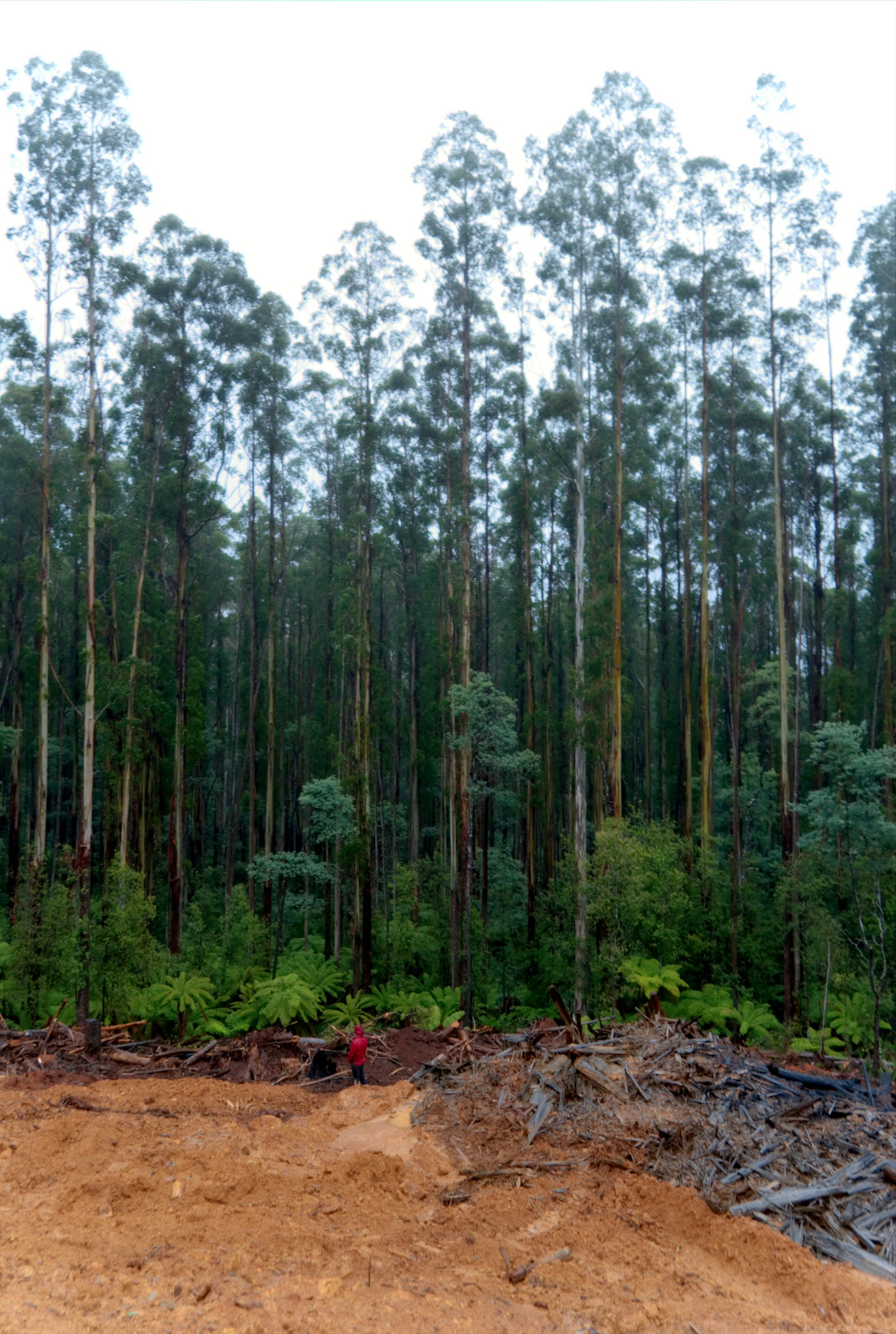
69年後